# Alquería

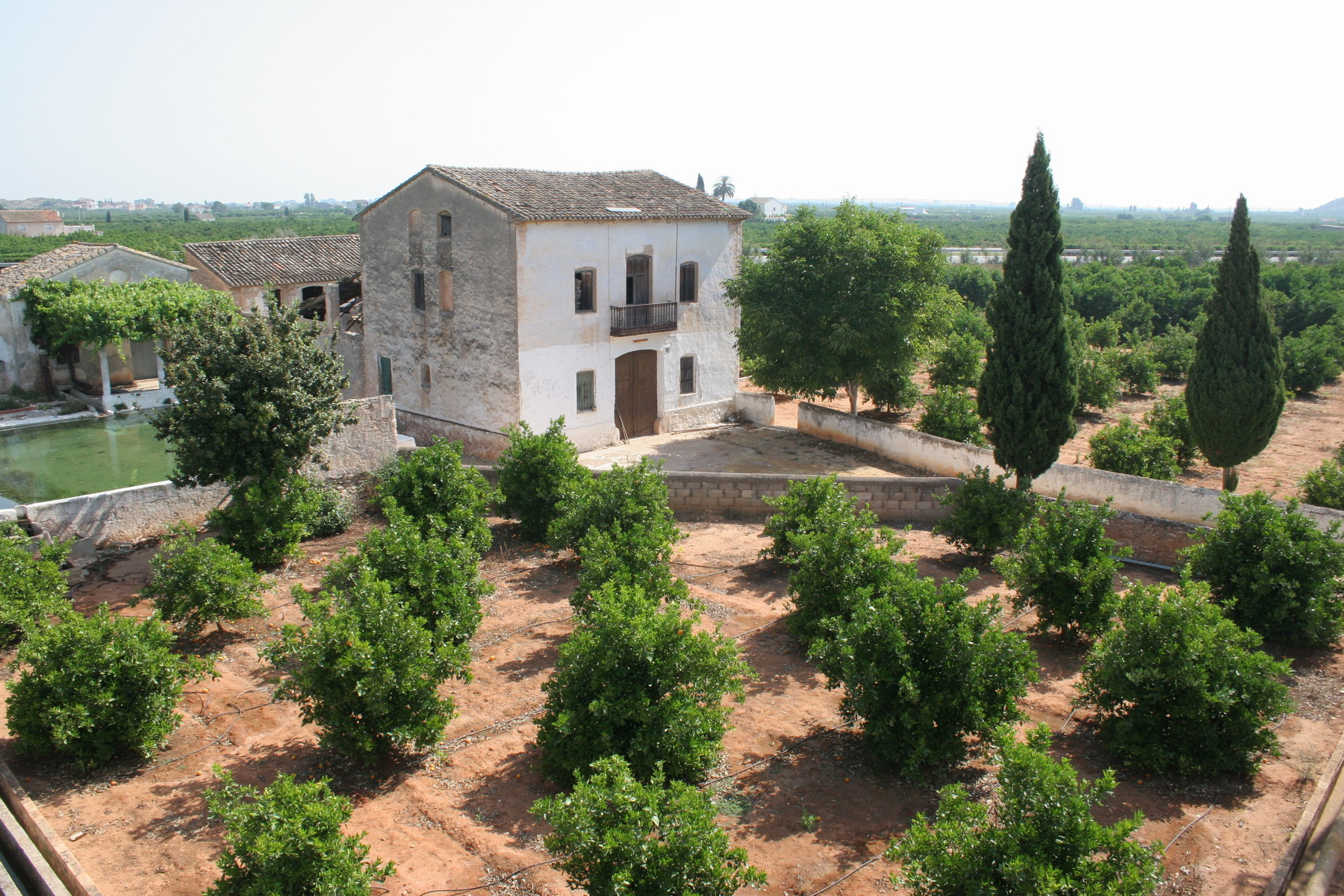
Alquería dans l'Horta de Valence.

Une alquería en castillan ou alqueria en catalan (de l'arabe القرية al-qarīa, « village » ou « hameau »), désignait dans al-Ándalus les petites communautés rurales qui se situaient à la lisière des villes (médina). Depuis le XVe siècle le terme fait référence à un lieu de travail, avec une exploitation agricole typique du levant et du sud-est espagnol, notamment dans l'ancien royaume de Grenade et l'Horta de Valence.

## Histoire

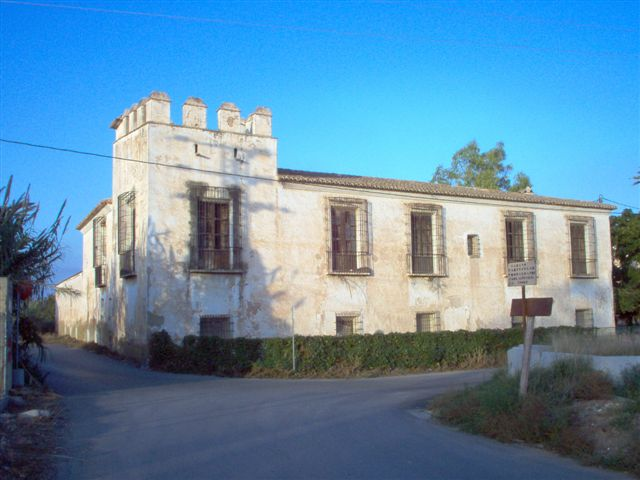
Alquería del Moro à Benicalap (Valence).

Une alqueria est une petite communauté rurale de quelques maisons, formée par une ou plusieurs familles qui se dédient à l'exploitation agricole et à l'élevage sur les terres environnantes. Vers le XVe siècle, le terme commence à prendre son sens actuel. Dans les exploitations agricoles valenciennes où elles ont été traditionnellement abondantes, elles correspondent à une exploitation agraire importante sur des terres irriguées, au contraire des mas, qui sont des exploitations céréalières et d'élevage. À la fin du Moyen Âge, les alquerias se développent et mutent vers leur forme actuelle avec leur aspect de petit palais habité par la petite noblesse valencienne.
De nombreuses alquerias — au sens moderne — disparaissent sous les effets de plusieurs facteurs. Certaines exploitations se concentrent sur d'autres activités comme les moulins, mais la plupart souffrent d'abandon à cause du dépeuplement des campagnes. D'autre part, la politique urbaine expansionniste fait des alquerias des biens fonciers de grande valeur qui sont vendus par leurs occupants. Ceci implique que la majorité des alquerias actuelles sont menacées de ruine bien que certaines propriétés privées soient restaurées comme résidence secondaire ou que d'autres se dédient au tourisme rural, à la restauration ou à l’hôtellerie.

## Architecture
L'alquería valencienne typique est construite en rectangle auquel on rajoute parfois un autre rectangle perpendiculaire au premier, bien qu'on en trouve également de formes variées.